# Trollhättan
Trollhättan là một thành phố Thụy Điển, là thủ phủ của khu tự quản Trollhättan, hạt Vastra Gotaland, Thụy Điển với 46.457 cư dân trong năm 2010. Thành phố có cự ly 75 km về phía bắc của thành phố lớn thứ hai của Thụy Điển, Gothenburg.

## Lịch sử
Trollhättan được thành lập bên sông älv Göta, tại vị trí của các thác nước Trollhättan. Địa điểm này đã được đề cập lần đầu tiên trong văn học từ 1413. Trong nhiều thế kỷ, Trollhättan là một trở ngại cho các tàu thuyền đi du lịch sông, cho đến khi một hệ thống âu thuyền đã được hoàn thành trong thế kỷ 19. Nó đã được nâng cấp nhiều lần và các đốc tàu hiện nay đã được hoàn tất vào năm 1916.
Trong cuối thế kỷ 19, thủy điện được phát triển trong Trollhättan. Công ty Năng lượng Thụy Điển Vattenfall ("thác nước") lấy tên của nó từ ngã Trollhättan. Ngày nay thành phố có hai trạm thủy điện hoạt động, Olidan và Håjum. Thủy điện đã giúp thành phố trong cuộc cách mạng công nghiệp.
Trollhättan đã được cấp quyền thành phố (mà ngày nay không có hiệu lực pháp luật, nhưng hoàn toàn là lịch sử) vào năm 1916 mà tại đó thời gian nó đã có khoảng 15.000 dân, nay tăng lên 54.000 người.